# 楊珍美
楊珍美（英語：YEUNG Jamie Zhen Mei，1997年7月8日—），香港女子游泳運動員，畢業於聖士提反書院附屬小學、聖士提反書院、香港國際學校和密歇根大學，東京奧運中國香港隊代表。

## 簡歷
2014年9月，楊珍美代表中國香港參加仁川亞運的游泳比賽，贏得女子4×100米混合泳銅牌。
2018年8月23日，楊珍美與隊友歐鎧淳、陳健樂及鄭莉梅代表中國香港出戰印尼雅加達亞運的女子4×100米混合泳接力賽，游出4分3秒15，本來成績是第四名，並未得到獎牌，但排第二和第三的中國隊和南韓隊被裁判裁定犯規並取消資格，香港隊晉升至第二名，得銀牌，新加坡則晉升至第三名得銅牌。港隊四女得知後喜極而泣，甚至與新加坡隊員互相擁抱。
在東京奧運達標期內，楊珍美成功在100米蛙泳達B標，2021年5月，她聯同何詩蓓、歐鎧淳及譚凱琳在4×100米混合泳接力游出4分01秒77，打破在香港東亞運由蔡曉慧、江忞懿、施幸余及韋漢娜創下，塵封逾11年的香港紀錄。其中楊珍美在蛙泳分段游出1分07秒94，較自己在達標期內的最佳時間快近一秒，令港隊的奧運排名由第21位升上14，扣除十二支在世界游泳錦標賽獲取資格的隊伍後，成功以第三位坐上東奧尾班車。7月，在東京奧運，楊珍美與黃筠陶、何詩蓓及鄭莉梅造出4分02秒86、以小組第7名，總成績13位完成賽事。
2023年5月，楊以僅僅25歲之齡，宣布退役。

## 游泳紀錄
楊珍美共2次打破香港游泳紀錄, 現保持1項香港游泳紀錄（曾保持2項）：
|                |          | 項目                                                         | 時間     | 比賽日期      |
| 香港紀錄       | 香港紀錄 | 香港紀錄                                                     | 香港紀錄 | 香港紀錄      |
| -------------- | -------- | ------------------------------------------------------------ | -------- | ------------- |
| 1              | 長池     | 4×100米混合泳接力 （香港隊－歐鎧淳、楊珍美、何詩蓓、譚凱琳） | 4:01.77  | 2021年5月30日 |
| 曾保持香港紀錄 |          |                                                              |          |               |
| 1              | 長池     | 200米蛙泳                                                    | 2:30.56  | 2015年8月12日 |

## 主要成绩
- 2012年  2012奧運最後達標賽 200米亞軍
- 2012年 南韓第46屆國際兒童運動會 50米蛙泳冠軍
- 2012年 2012年香港國際公開游泳錦標賽 200米蛙泳亞軍
- 2012年 香港長池分齡游泳錦標賽2012 200米蛙泳冠軍
- 2013年 馬來西亞49th Milo/Pram Malaysia Invatational Age Group Swimming Championships 200米蛙泳冠軍
- 2013年  女子200蛙泳第三百三十九名
- 2013年  女子200蛙泳第一百一十五名
- 2013年  女子100蛙泳第二百八十九名
- 2013年  女子100蛙泳第八十二名
- 2013年  女子50蛙泳第二十四名
- 2013年  女子50蛙泳第五十二名
- 2014年 仁川亞運會 女子4×100米混合泳季軍
- 2018年 雅加達亞運會 女子4×200米自由泳季軍
- 2018年 雅加達亞運會 女子4×100米混合式接力亞軍

## 外部網頁
- 楊珍美的Facebook專頁
- 楊珍美的Instagram帳戶